# Pat Southern
Pat Southern (* 22. Juni 1948), eigentlich Patricia Southern, ist eine britische Bibliothekarin und Historikerin.
Nach einer Ausbildung zur Bibliothekarin studierte Southern Alte Geschichte an der Universität London, wo sie mit einem B.A. abschloss. Sie setzte ihr Studium an der University of Newcastle upon Tyne im Fach Archäologie fort und machte den Master. Ihr erstes Buch zur späten römischen Armee erschien 1992, es folgten zehn weitere, während Southern in Newcastle im Fachbereich Archäologie als leitende Bibliothekarin arbeitete. Ihre Arbeitsschwerpunkte sind Biografien der entscheidenden Personen der späten römischen Republik und römischer Kaiser sowie römische Militärgeschichte.

## Veröffentlichungen
- mit Karen R. Dixon: The Roman Cavalry. From the first to the third century AD. Batsford, London 1992, ISBN 0-7134-6396-1 (Neuausgabe: Routledge, London 1997, ISBN 0-415-17039-7).
- mit Karen R. Dixon: The late Roman army. Batsford, London 1996, ISBN 0-7134-7047-X.
- Domitian. Tragic Tyrant. Routledge, London 1997, ISBN 0-415-16525-3.
- Augustus. Routledge, London 1998, ISBN 0-415-16631-4 (2. Auflage, ebenda 2014, ISBN 978-0-415-62838-9; deutsche Übersetzung: Augustus. Magnus-Verlag, Essen 2005, ISBN 3-88400-431-X).
- Mark Antony. Tempus, Stroud 1998, ISBN 0-7524-1406-2 (deutsche Übersetzung: Marcus Antonius. Ein Lebensbild. Sutton, Erfurt 2000, ISBN 3-89702-230-3).
- Cleopatra. Tempus, Stroud 1999, ISBN 0-7524-1435-6 (deutsche Übersetzung: Kleopatra. Ein Lebensbild. Magnus-Verlag, Essen 2001, ISBN 3-89702-229-X; 2. Auflage 2003, ISBN 3-88400-013-6).
- The Roman Empire from Severus to Constantine. Routledge, London 2001, ISBN 0-415-23943-5.
- Julius Caesar. Tempus, Stroud 2001, ISBN 0-7524-4394-1 (deutsche Übersetzung: Julius Cäsar. Magnus-Verlag, Essen 2002, ISBN 3-88400-010-1).
- Pompey the Great. Tempus, Stroud 2002, ISBN 0-7524-2521-8 (deutsche Übersetzung: Pompeius. Magnus-Verlag, Essen 2005, ISBN 3-88400-434-4).
- The Roman army. A social and institutional history. ABC-CLIO, Santa Barbara 2006, ISBN 1-85109-730-9 (Neuausgabe: Oxford University Press, Oxford 2007, ISBN 978-0-19-532878-3).
- Antony & Cleopatra. Tempus, Stroud 2007, ISBN 0-7524-4383-6.
- The Story of Altrincham. Amberley, Stroud 2008, ISBN 978-1-84868-080-7.
- Empress Zenobia. Palmyra’s rebel queen. Continuum, London 2008, ISBN 978-1-84725-034-6.
- Ancient Rome. The rise and fall of an empire 753 BC–AD 476. Amberley, Stroud 2009, ISBN 978-1-84868-100-2 (Neuauflage, ebenda 2014, ISBN 978-1-4456-1978-1).
- The story of Roman Bath. Amberley, Stroud 2012, ISBN 978-1-4456-1090-0.
- Roman Britain. A New History 55 BC–AD 450. Amberley, Stroud 2012, ISBN 978-1-4456-0146-5.
- Hadrian’s Wall. Everyday life on a Roman frontier. Amberley, Stroud 2016, ISBN 978-1-4456-4025-9.
- Rome’s Empire: How the Romans Acquired and Lost Their Provinces. Amberley, Stroud 2023, ISBN 978-1-4456-9432-0.